# Guardians of the Galaxy Vol. 2
Guardians of the Galaxy Vol. 2 is een Amerikaanse superheldenfilm uit 2017 gebaseerd op Guardians of the Galaxy van Marvel Comics, geproduceerd door Marvel Studios en gedistribueerd door Walt Disney Studios Motion Pictures. Het is het vervolg op de in 2014 verschenen film Guardians of the Galaxy en de vijftiende film in het Marvel Cinematic Universe. De film is geschreven en geregisseerd door James Gunn.
Guardians of the Galaxy Vol. 2 werd officieel aangekondigd tijdens de Comic-Con International 2014 te San Diego. Dit gebeurde nog voordat de eerste film uitgebracht was.

## Verhaal
In 2014, vlak na de avonturen in GOTG Vol. 1, zijn Star-Lord, Gamora, Drax, Rocket en Baby Groot bekend geworden als de Guardians of the Galaxy. Ayesha, de leider van het ras der Sovereigns, geeft ze opdracht om waardevolle batterijen te beschermen tegen een interdimensionaal monster, en in ruil daarvoor krijgen ze de zus van Gamora, Nebula, die door de Sovereigns gevangen werd genomen toen ze de batterijen probeerde te stelen. Nadat Rocket besluit om wat batterijen voor zichzelf mee te nemen, wordt het nieuwe schip van de Guardians achtervolgd door drones, bestuurd door de Sovereigns. De drones worden vernietigd door een mysterieuze figuur, maar het schip stort wel neer op een planeet. Deze figuur maakt zichzelf bekend als de vader van Peter, Ego. Hij en zijn hulpje Mantis nodigen Gamora, Drax en Quill uit om mee te gaan naar zijn eigen planeet, terwijl Rocket en Groot achterblijven om het schip te repareren en Nebula in de gaten te houden.
Ayesha huurt ondertussen Yondu Udonta en zijn mannen in om de Guardians weer gevangen te nemen. Ze nemen Rocket gevangen, maar wanneer Yondu aarzelt om Quill aan te geven, ontstaat er een muiterij geleid door zijn luitenant Taserface, met de hulp van Nebula. Taserface zet Rocket en Yondu gevangen aan boord van het schip van Yondu en executeert de overgebleven mannen die voor Yondu waren. Nebula verlaat het schip om Gamora op te sporen en te vermoorden, omdat ze haar de schuld geeft van het niet voorkomen van het martelen van Nebula door Thanos. Terwijl ze gevangen zitten, besluiten Rocket en Yondu te gaan samenwerken. Groot en Kraglin, die deed alsof hij voor Taserface was, bevrijden Yondu en Rocket en Yondu besluit om de crew te vermoorden en het schip te verwoesten, maar het lukt Taserface nog net om de Sovereigns te waarschuwen.
Op Ego's planeet verteld Ego aan Peter hoe hij eigenlijk een god is die zichzelf heeft gecreëerd met behulp van moleculen. Hij heeft een plan om alle andere planeten in het universum over te nemen door een speciale ruimteplant te plaatsen die de mogelijkheid heeft om dit te doen. Ego kan de ruimteplant dit laten doen door hem zelf aan te sturen met zijn energie. Peter is de enige die dezelfde energie heeft en zo Ego kan helpen met zijn plan. Maar wanneer Peter hoort dat Ego zijn moeder vermoord heeft keert hij zich tegen hem. niet veel later arriveren Yondu, Groot, Rocket en Kraglin ook op de planeet en proberen samen met Mantis, Drax, Gamora en Nebula Ego te vermoorden door de kern van de planeet op te blazen (dit is namelijk het lichaam van Ego). Groot kruipt in de hersenen van Ego en zet een bom met een timer van 5 minuten. ze proberen weg te komen, maar de Sovereigns houden ze tegen. Yondu weet echter met Nebula's energie lasers op de schepen af te vuren waardoor ze kapot gaan. Gamora, Nebula, Drax, Mantis, Groot en Rocket gaan alvast naar het schip en proberen op Peter te wachten om daarna meteen weg te gaan. wanneer dit te lang duurt besluiten ze alvast te gaan. Yondu helpt Peter echter ontsnappen door van de planeet af te vliegen met het speciaal gekregen pak van Rocket. Yondu doet Peter terwijl ze de dampkring uitvliegen een ruimtebestendig pak om en sterft zelf. het schip met de rest pikt Peter op en ze begraven Yondu. 

## Rolverdeling
| Acteur              | Personage                                           |
| ------------------- | --------------------------------------------------- |
| Chris Pratt         | Peter Quill / Star-Lord                             |
| Zoë Saldana         | Gamora                                              |
| Dave Bautista       | Drax the Destroyer                                  |
| Vin Diesel          | Baby Groot (stem)                                   |
| Bradley Cooper      | Rocket Raccoon (stem)                               |
| Michael Rooker      | Yondu Udonta                                        |
| Karen Gillan        | Nebula                                              |
| Pom Klementieff     | Mantis                                              |
| Kurt Russell        | Ego the Living Planet                               |
| Sean Gunn           | Kraglin Obfonteri / Rocket Raccoon (motion capture) |
| Elizabeth Debicki   | Ayesha                                              |
| Chris Sullivan      | Taserface                                           |
| Steve Agee          | Gef                                                 |
| Tommy Flanagan      | Tullk                                               |
| Evan Jones          | Retch                                               |
| Jimmy Urine         | Halfnut                                             |
| Stephen Blackehart  | Brahl                                               |
| Sylvester Stallone  | Stakar Ogord                                        |
| Ving Rhames         | Charlie-27                                          |
| Michelle Yeoh       | Aleta Ogord                                         |
| Michael Rosenbaum   | Martinex                                            |
| Laura Haddock       | Meredith Quill                                      |
| Gregg Henry         | Jason Quill                                         |
| Richard Christy     | Ravager                                             |
| Rob Zombie          | Ravager (stem)                                      |
| David Hasselhoff    | Zichzelf (cameo) en alternatieve form van Ego       |
| Stan Lee            | Informant van de Wachters (cameo)                   |
| Seth Green          | Howard the Duck (stem)                              |
| Molly C. Quinn      | Howard's Date                                       |
| Ben Browder         | Sovereign Admiraal                                  |
| Alex Klein          | Zylak                                               |
| Wyatt Oleff         | Jonge Peter Quill                                   |
| James Gunn Sr.      | Rare Oude Man                                       |
| Leota Gunn          | Rare Oude Man's Vrouw                               |
| Miley Cyrus         | Mainframe (stem) (post-credit scene)                |
| Jeff Goldblum       | Grandmaster (aftiteling)                            |
| Fred the Dog        | Cosmo the Space Dog (aftiteling)                    |
| Guillermo Rodriguez | Politie agent                                       |